# Titanes de Tulancingo
Titanes de Tulancingo ist ein Fußballverein mit Sitz in Tulancingo de Bravo, der zweitgrößten Stadt im mexikanischen Bundesstaat Hidalgo. Die Titanes sind ein Farmteam des Erstligavereins CF Pachuca, ihre Heimspielstätte ist das Estadio Primero de Mayo in Tulancingo.

## Geschichte
Die Titanes wirken seit der Saison 2006/07 in der drittklassigen Segunda División mit und belegten bei ihren ersten vier Teilnahmen der halbjährlich ausgetragenen Wettbewerbe in den Spielzeiten 2006/07 und 2007/08 jeweils einen Platz in der unteren Tabellenhälfte ihrer Staffel.
In den folgenden drei Spielzeiten (2007/08 bis 2009/10) gelang ihnen insgesamt fünfmal die Qualifikation für die im Play-off-Verfahren ausgetragene Meisterschaftsendrunde. Dabei scheiterten sie dreimal in Folge (Ende 2008 sowie in beiden Turnieren des Jahres 2009) an der zweiten Mannschaft der UAT Correcaminos, gegen die den Titanes in sechs Spielen kein einziger Sieg gelang.
Ihre bisher erfolgreichste Spielzeit war die Saison 2011/12, als die Titanes sich in beiden Turnieren (der Apertura 2011 und der Clausura 2012) für die Finalspiele qualifizieren konnten. Gegner war in beiden Fällen die in Nezahualcóyotl beheimatete Mannschaft des Proyecto Tecamachalco 2000, die sowohl im Dezember 2011 (mit 1:1 und 2:0) als auch im Mai 2012 (jeweils mit 2:0) bezwungen werden konnte. „Matchwinner“ der Finalspiele in der Rückrunde der Saison 2011/12 war Víctor Omar Mañón Barrón, der alle vier Tore zum 4:0-Gesamtsieg seiner Mannschaft erzielte. Meistertrainer war in beiden Fällen der Argentinier Rubén Ayala.

## Erfolge
- Meister der Segunda División: Clausura 2011, Apertura 2012